# Chlorophorus moupinensis
Chlorophorus moupinensis är en skalbaggsart som först beskrevs av Leon Fairmaire 1888.  Chlorophorus moupinensis ingår i släktet Chlorophorus och familjen långhorningar. Inga underarter finns listade i Catalogue of Life.